# Harald Jastrau
Harald Frederik Ferdinand Jastrau (4. juni 1826 i Odense – 26. september 1914 på Fredensborg Slot) var en dansk officer og slotsforvalter.

## Biografi
Han var søn af kammerassessor, amtstuefuldmægtig Henrik Matthias Jastrau (1797-1867) og hustru Marie Clausine Laurine f. Maar (1801-1876) og gjorde karriere i Hæren. Han deltog i 2. Slesvigske Krig, fik afsked som kaptajn af Ingeniørkorpsets forstærkning 1885 og blev slotsforvalter ved Fredensborg Slot 1875, hvilket han var til sin død 1914. Han var således den administrative kraft bag de store Fredensborgdage, hvor "Europas svigerfar", Christian IX, samlede sin store familie på slottet.
Jastrau blev Ridder af Dannebrog 3. juni 1877 og Dannebrogsmand 8. april 1898. Han bar også Erindringsmedaljen for Krigen 1864, ridderkorsene af Sankt Stanislaus' Orden, Frelserordenen, Victoriaordenen, Preussiske Kroneorden og var officer af den Siamesiske Kroneorden.
Jastrau ægtede 1. gang 25. maj 1854 i Hohenwestedt Andrea Vilhelmine Völckers (22. februar 1833 i Lehmkulen - 22. juni 1870 på Frederiksborg Slot) og 2. gang 19. august 1879 Christiane Catharina Margrethe Agnes Völckers (22. december 1843 i Winning, Sydslesvig - 25. december 1888 på Fredenborg Slot), døtre af Casper Völckers og Andrea født Christiansen.